# Віллі Ірвін
Віллі Ірвін (англ. Willie Irvine, 18 червня 1943 — 26 липня 2025) — північноірландський футболіст, що грав на позиції нападника, зокрема за «Бернлі», а також національну збірну Північної Ірландії.

## Клубна кар'єра
У дорослому футболі дебютував 1960 року виступами за команду «Бернлі», в якій провів сім сезонів, взявши участь у 123 матчах чемпіонату. У складі «Бернлі» був одним з головних бомбардирів команди, маючи середню результативність на рівні 0,63 гола за гру першості. У сезоні 1965/66 ставав найкращим бомбардиром Першого дивізіону Футбольної ліги, забивши 29 голів.
Згодом з 1968 по 1972 рік грав у складі команд «Престон Норт-Енд» та «Брайтон енд Гоув».
Завершив ігрову кар'єру у команді «Галіфакс Таун», за яку виступав протягом 1973 року.

## Виступи за збірну
1963 року дебютував в офіційних матчах у складі національної збірної Північної Ірландії. Протягом кар'єри у національній команді, яка тривала 10 років, провів у її формі 23 матчі, забивши 8 голів.

## Смерть
Помер 26 липня 2025 року у віці 82 років.

## Титули і досягнення
- Володар Суперкубка Англії з футболу (1):

«Бернлі»: 1960
- Найкращий бомбардир Футбольної ліги Англії (1):

1965/66 (29 голів)